# КФ Лирия
„Лирия“ (на албански: Klubi Futbollistik Liria) е косовски футболен клуб от град Призрен, частично призната държава Косово. Играе в Първа лига на Косово, най-силната дивизия на Косово.

## История
„Лирия“ е един от най-старите футболни клубове в Косово. Основан е през 1974 год. До началото на Втората световна война клубът играе под името „Призрени“ в низшите дивизии на Югославия. По време на италианската окупация на Албания и Косово клубът играе в течение на един сезон в Албанския шампионат. В този единствен сезон достига до финалния етап на турнира, губи на полуфинала от „Тирана“. Играе домакинските си срещи на „Перпарим Тачи“, Призрен, с капацитет 11 000 зрители.

## Успехи
СФРЮ:
- Провинциална лига
  -  Шампион (4): 1974/75, 1980/81, 1983/84, 1986/87

Косово:
- Супер лига
  -  Шампион (1): 1994/95
  -  Бронзов медал (2): 2005/06, 2010/11
- Купа на Косово
  -  Носител (3): 1994/95, 2006/07, 2009/10
- Първа лига (2 дивизия)
  -  Шампион (1): 2008/09

## Български футболисти
- Борислав Балдийски: 2021 - (0 мача - 0 гола)